# Henrik Holm
Pour l’article homonyme, voir Holm.
Henrik Holm, né le 22 août 1968 à Täby, est un joueur de tennis suédois, professionnel de 1988 à 1997.
Il a atteint deux finales ATP en simple. En double, il a remporté 5 titres ATP et atteint 4 autres finales.
Il fut également demi-finaliste de l'Open de Manchester en 1993 où il est battu par l'australien Wally Masur.

## Palmarès

### Finales en simple messieurs
| No | Date       | Nom et lieu du tournoi                | Catégorie           | Dotation  | Surface         | Vainqueur  | Score    |  |
| -- | ---------- | ------------------------------------- | ------------------- | --------- | --------------- | ---------- | -------- |  |
| 1  | 13-07-1992 | Legg Mason Tennis Classic, Washington | Championship Series | 490 000 $ | Dur (ext.)      | Petr Korda | 6-4, 6-4 |  |
| 2  | 12-10-1992 | Seiko Super Tennis, Tokyo             | Championship Series | 825 000 $ | Moquette (int.) | Ivan Lendl | 7-6, 6-4 |  |

### Titres en double messieurs
| No | Date       | Nom et lieu du tournoi                     | Catégorie           | Dotation  | Surface         | Partenaire    | Finalistes                       | Score         |          |
| -- | ---------- | ------------------------------------------ | ------------------- | --------- | --------------- | ------------- | -------------------------------- | ------------- | -------- |
| 1  | 22-02-1993 | ABN AMRO World Tennis Tournament Rotterdam | World Series        | 575 000 $ | Moquette (int.) | Anders Järryd | David Adams Andreï Olhovskiy     | 6-4, 7-6      |          |
| 2  | 26-04-1993 | BMW Open Munich                            | World Series        | 275 000 $ | Terre (ext.)    | Martin Damm   | Karel Nováček Carl-Uwe Steeb     | 6-0, 3-6, 7-5 | Parcours |
| 3  | 05-07-1993 | Swedish Open Båstad                        | World Series        | 235 000 $ | Terre (ext.)    | Anders Järryd | Brian Devening Tomas Nydahl      | 6-1, 3-6, 6-3 |          |
| 4  | 07-03-1994 | Zaragoza Open Saragosse                    | World Series        | 200 000 $ | Moquette (int.) | Anders Järryd | Martin Damm Karel Nováček        | 7-5, 6-2      |          |
| 5  | 04-04-1994 | Japan Open Tennis Championships Tokyo      | Championship Series | 928 750 $ | Dur (ext.)      | Anders Järryd | Sébastien Lareau Patrick McEnroe | 7-5, 6-1      |          |

### Finales en double messieurs
| No | Date       | Nom et lieu du tournoi                      | Catégorie    | Dotation    | Surface      | Vainqueurs                    | Partenaire        | Score    |  |
| -- | ---------- | ------------------------------------------- | ------------ | ----------- | ------------ | ----------------------------- | ----------------- | -------- |  |
| 1  | 04-01-1993 | Open de Malaisie Kuala Lumpur               | World Series | 275 000 $   | Dur (ext.)   | Jacco Eltingh Paul Haarhuis   | Bent-Ove Pedersen | 7-5, 6-3 |  |
| 2  | 09-08-1993 | Thriftway ATP Championships Cincinnati      | Super 9      | 1 400 000 $ | Dur (ext.)   | Andre Agassi Petr Korda       | Stefan Edberg     | 6-4, 7-6 |  |
| 3  | 02-05-1994 | German International Championships Hambourg | Super 9      | 1 470 000 $ | Terre (ext.) | Scott Melville Piet Norval    | Anders Järryd     | 6-3, 6-4 |  |
| 4  | 11-09-1995 | Grand Prix Passing Shot Bordeaux            | World Series | 375 000 $   | Dur (ext.)   | Saša Hiršzon Goran Ivanišević | Danny Sapsford    | 6-3, 6-4 |  |